# سیارک ۷۵۴۵
سیارک ۷۵۴۵ (به انگلیسی: 7545 Smaklosa، نامگذاری:1978OB) هفت هزار و پانصد و چهل و پنجمین سیارک کشف شده‌است که در ۲۸ ژوئیه ۱۹۷۸ کشف شد.
قدر مطلق سیارک برابر ۱۴٫۷۰ است.